# Ilja Iljin (polityk)
Ilja Moisiejewicz Iljin (Brojtman) (ros. Илья́ Моисе́евич Ильи́н (Бройтман), ur. 1893 w Anańjiwie, zm. w kwietniu 1973 w Kiszyniowie) – radziecki działacz partyjny.

## Życiorys
W kwietniu 1917 wstąpił do SDPRR(b), od 1922 był funkcjonariuszem partyjnym i działaczem gospodarczym w Ukraińskiej SRR, Jekaterynburgu i Moskwie, od kwietnia 1930 do października 1931 sekretarzem odpowiedzialnym Mołdawskiego Komitetu Obwodowego KP(b)U (I sekretarzem Komunistycznej Partii Mołdawii w Mołdawskiej Autonomicznej Socjalistycznej Republice Radzieckiej), a od 15 czerwca 1930 do 18 stycznia 1934 zastępcą członka KC KP(b)U. Podczas wielkiej czystki został aresztowany, w 1938 skazany, później wypuszczony, 1955 przeszedł na emeryturę.